# Керамічний ніж

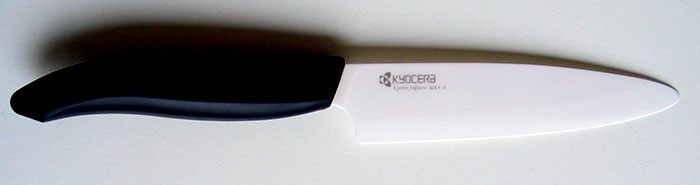
Керамічний ніж «Kyocera»

Керамічний ніж — це ніж, зроблений з дуже міцної і твердої кераміки, часто з оксиду цирконію (ZrO2). Зазвичай, такі ножі отримують шляхом сухого пресування порошку діоксиду цирконію з подальшим тривалим спіканням. Отримане лезо шліфують на шліфувальному крузі, покритому алмазним пилом. Цирконій має твердість 8.5 за шкалою Мооса, в порівнянні 4.5 для нормальної сталі, та 7.5-8 для загартованої сталі і 10 для алмазу.

## Оксид цирконію
Оксид цирконію використовується через його поліморфізм. Він існує в трьох фазах: моноклітинній, тетрагональній та кубічній. Охолодження до моноклітинної фази після спікання викликає великі зміни в об'ємі, що часто викликає стрес-переломи в чистому цирконію. Добавки, такі як магній, кальцій та ітрій використовуються у виробництві матеріалу ножа, щоб стабілізувати високотемпературні фази і мінімізувати зміни в об'ємі. Найвищу міцність і в'язкість отримують додаванням 3 % оксиду ітрію, отримуючи частково стабілізований діоксид цирконію. Цей матеріал містить суміш тетрагональної та кубічної фаз з міцністю на вигин майже 1,200 МПа. Дрібні тріщинки дозволяють відбутись фазовим перетворенням, які, по суті, й закривають тріщинки і запобігають руйнуванню. В результаті отримують порівняно жорсткий керамічний матеріал, який іноді називають TTZ (перетворення загартованого діоксиду цирконію).

## Технологія

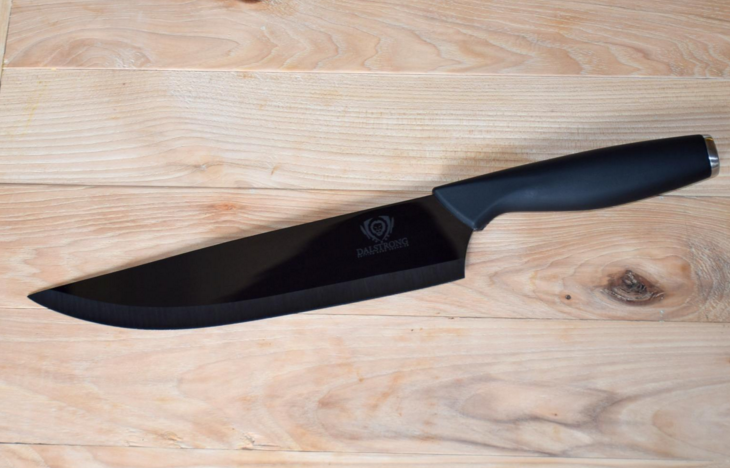
Dalstrong Infinity Blade — Керамічний ніж шеф-кухаря. Виготовлений з зробленого чорним оксиду цирконію, який стиснули та дуже довго обпікали

Сировиною для виробництва керамічних ножів виступає мінерал циркон, з якого виробляється діоксид цирконію. Порошок пресується під тиском до 300 тонн у формі у вигляді леза. Після цього заготовка обпікається в печі при температурі 1400-1600 °C протягом 2-6 діб. Довший час обпікання надає ножам більшу зносостійкість та збільшує кінцеву ціну. Ножі можуть бути і чорного кольору, для цього в порошок додається спеціальний фарбник, і обпікається такий ніж довше звичайного.

## Властивості
Керамічні ножі легші за сталеві, не схильні до корозії в агресивних середовищах, не проводять струм при кімнатній температурі. Через свою стійкість до сильних кислотних і їдких речовин, та здатність довше утримувати ріжучий край леза гострим, ніж ковані металеві ножі, керамічні ножі краще підходять для нарізки безкісткового м'яса, овочів, фруктів та хліба. Оскільки кераміка є крихкою, леза можуть ламатись при падінні на тверду поверхню, незважаючи на те, що кращі виробничі процеси знизили такий ризик. Керамічні ножі не підходять для нарізання твердих, жорстких і дуже щільних продуктів на зразок заморожених напівфабрикатів, м'яса або риби з кістками, також не рекомендується здійснювати ними рублячі рухи, щоб уникнути вищерблення ріжучого краю.